# Brzeźno Szlacheckie
Brzeźno Szlacheckie (kaszub. Brzézno Szlachecczé; niem. Adlig Briesen) – wieś kaszubska w Polsce położona w województwie pomorskim, w powiecie bytowskim, w gminie Lipnica.
Leży na Pojezierzu Bytowskim, w regionie Kaszub zwanym Gochami, wśród jezior, lasów i wzniesień morenowych – do 200 m n.p.m. Na wschód od miejscowości znajduje się Jezioro Gwieździeniec.
Wieś jest siedzibą sołectwa Brzeźno Szlacheckie, w którego skład wchodzą również miejscowości Bukowo, Janowo, Kocieł, Nowe Brzeźno i Stare Brzeźno. Brzeźno Szlacheckie jest również placówką ochotniczej straży pożarnej.

## Nazwa
- 1374 – Bryse
- 1492 – Bresen
- 1570 – Brziszno
- 1664 – Brzeźno Polskie
- 1807 – Brzezno
- 1818 – Adlig Briesen
- 1920 – Brzeźno Szlacheckie

Inne miejscowości o nazwie Brzeźno: Brzeźno

## Historia
Brzeźno Szlacheckie jest starym siedliskiem kaszubskiej szlachty zagrodowej (Spiczak-Brzezińscy i inne odłamy Brzezińskich). Prywatna wieś szlachecka położona była w drugiej połowie XVI wieku w województwie pomorskim. Do 1919 roku miejscowość znajdowała się pod administracją zaboru pruskiego; nazywała się wówczas Briesen, a później Adelig Briesen. Z tym okresem związany jest epizod walki o granice. Traktat wersalski pozostawiał okolice Brzeźna Szlacheckiego po stronie Niemiec. Sprzeciwiła się temu jednak zdecydowanie miejscowa ludność, przesuwając ustaloną już granicę niemiecko-polską o kilka kilometrów dalej na zachód.
W okresie 20-lecia międzywojennego wieś należała do ówczesnego powiatu chojnickiego. W okresie II Rzeczypospolitej stacjonowała tu placówka II linii Straży Granicznej Inspektoratu Granicznego nr 7 „Chojnice” i  komisariat Straży Granicznej.
Do 1954 roku miejscowość była siedzibą gminy Brzeźno Szlacheckie. W latach 1954–1972 wieś należała i była siedzibą władz gromady Brzeźno Szlacheckie. W latach 1975–1998 miejscowość administracyjnie należała do województwa słupskiego.

## Zabytki

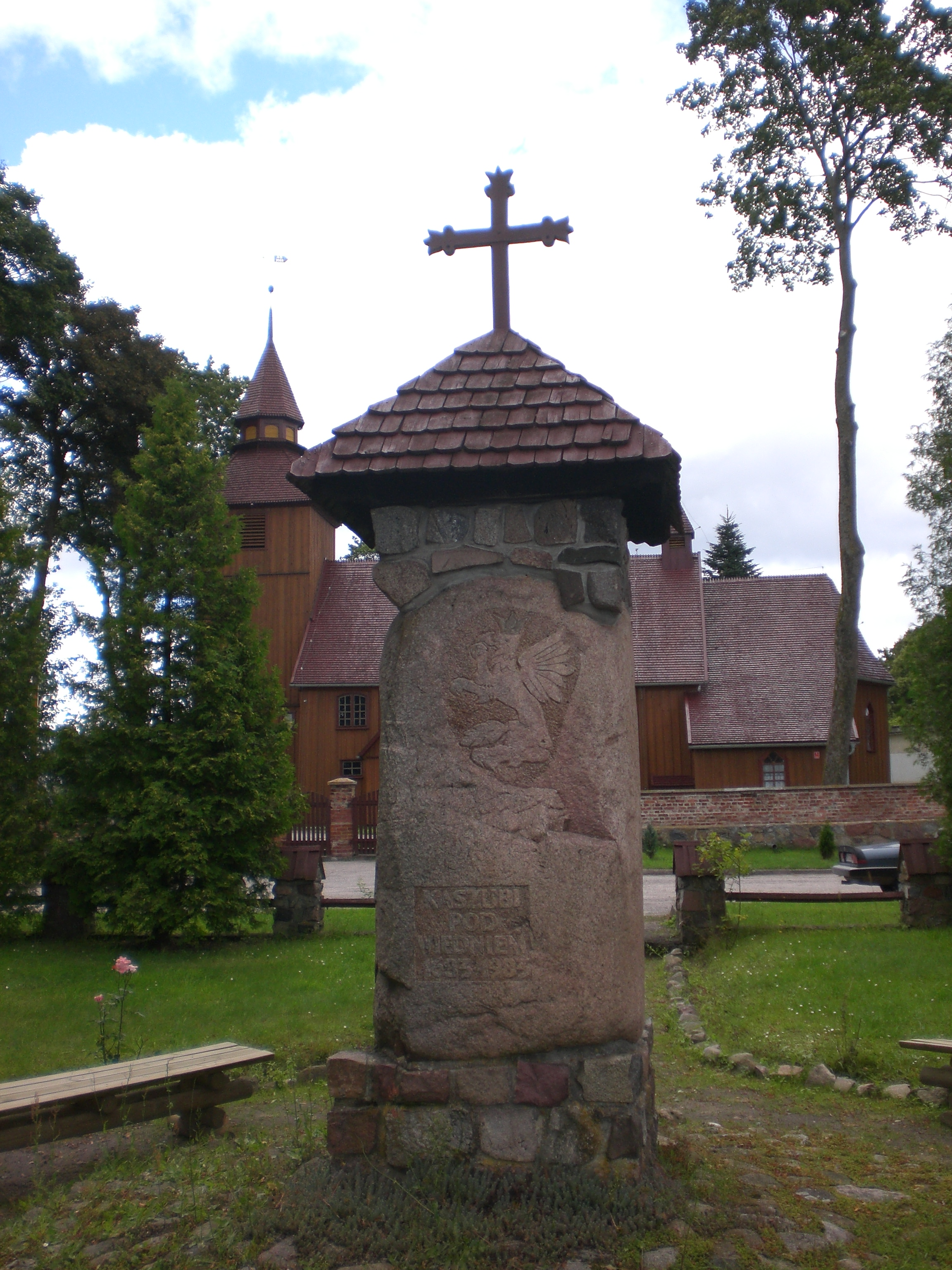
Pamiątkowy obelisk

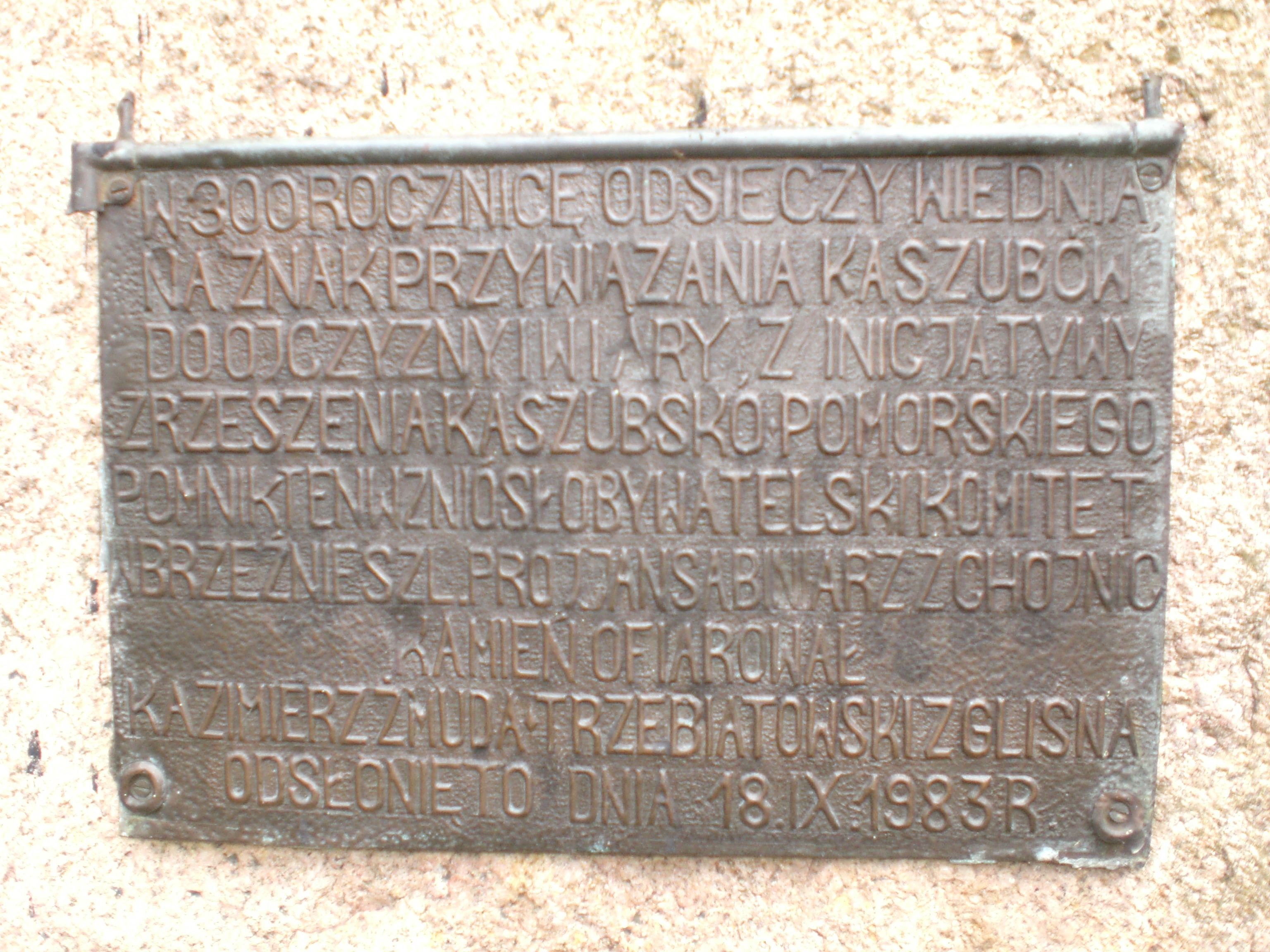
Płyta pamiątkowa

Według rejestru zabytków NID na listę zabytków wpisany jest drewniany kościół parafialny pw. św. Katarzyny z 1716, nr rej.: A-237 z 12.03.1987. Świątynia zrębowa z wieżą i długim prezbiterium poszerzonym dwoma dobudówkami. Wewnątrz barokowy ołtarz.

## Kultura
Odbywają się tu widowiska plenerowe upamiętniające udział Kaszubów w odsieczy wiedeńskiej w 1683 r., organizowane przez Starostwo Powiatowe w Bytowie, Urząd Marszałkowski, Zrzeszenie Kaszubsko-Pomorskie i Bractwo Rycerzy Zamku Bytowskiego.
W 1983 roku w rocznicę udziału miejscowej szlachty (w ramach chorągwi pomorskich) w odsieczy wiedeńskiej ustawiono pamiątkowy obelisk z napisem Kaszubi pod Wiedniem.
Zespół Szkół w Brzeźnie organizuje międzyszkolny Przegląd Twórczości Kaszubskiej.

## Edukacja
W 1964 roku otwarto w Brzeźnie jedną ze szkół-pomników Tysiąclecia Państwa Polskiego. Obecnie jest to Zespół Szkół im. Jana III Sobieskiego, obejmujący szkołę podstawową i przedszkole. Liczebność uczniów w ciągu kilkudziesięciu lat istnienia placówki oscylowała w przedziale 133-190.
Wśród przedmiotów nauczanych w szkole znalazły się także dwa związane z regionem kaszubskim: język kaszubski oraz historia i kultura Kaszub.